# Georgenstein (Isar)
Der Georgenstein, früher auch Georgstein oder Georgenfels, ist ein großer Felsblock im Flussbett der Isar östlich von Baierbrunn im Landkreis München, der rund fünf Meter hoch aus dem Wasser ragt. Der Stein stellte zur Zeit der Flößerei auf der Isar ein gefürchtetes Hindernis dar.

## Geographie
Der Georgenstein befindet sich bei Flusskilometer 163,2 im Landschaftsschutzgebiet Isartal am westlichen Rand des gemeindefreien Gebietes Grünwalder Forst (Gemarkung Grünwalder Forst, Gemarkungsteil 2) östlich von Baierbrunn. Die Gemeindegrenze wird dort durch das westliche Flussufer gebildet.

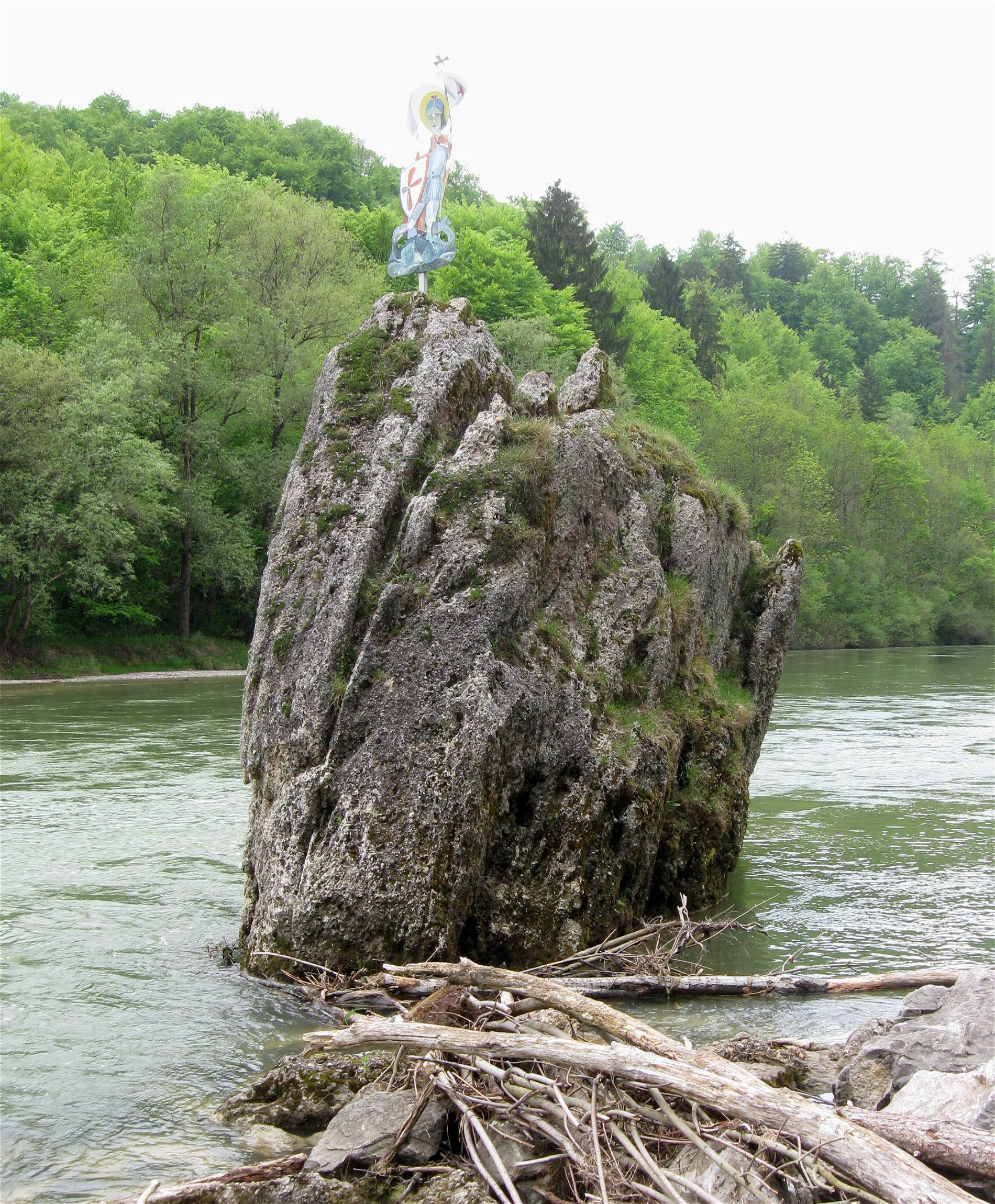
Der Georgenstein vom östlichen Flussufer aus, mit Blick über den von Treibholz bedeckten Steindamm

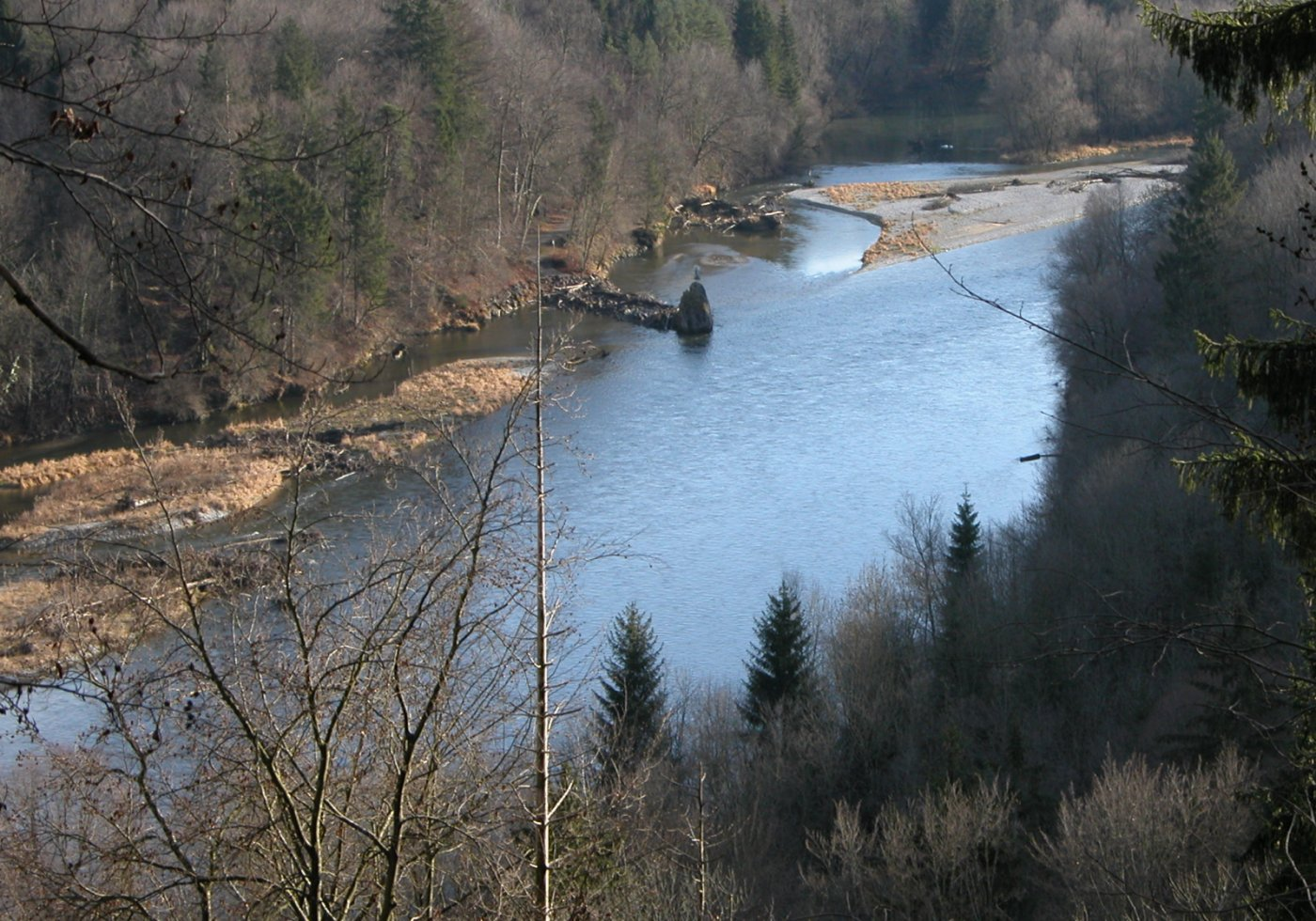
Der Georgenstein vom Isarhochufer beim Baierbrunner Ortsteil Buchenhain (Klettergarten) aus flussaufwärts gesehen, etwas oberhalb der Bildmitte

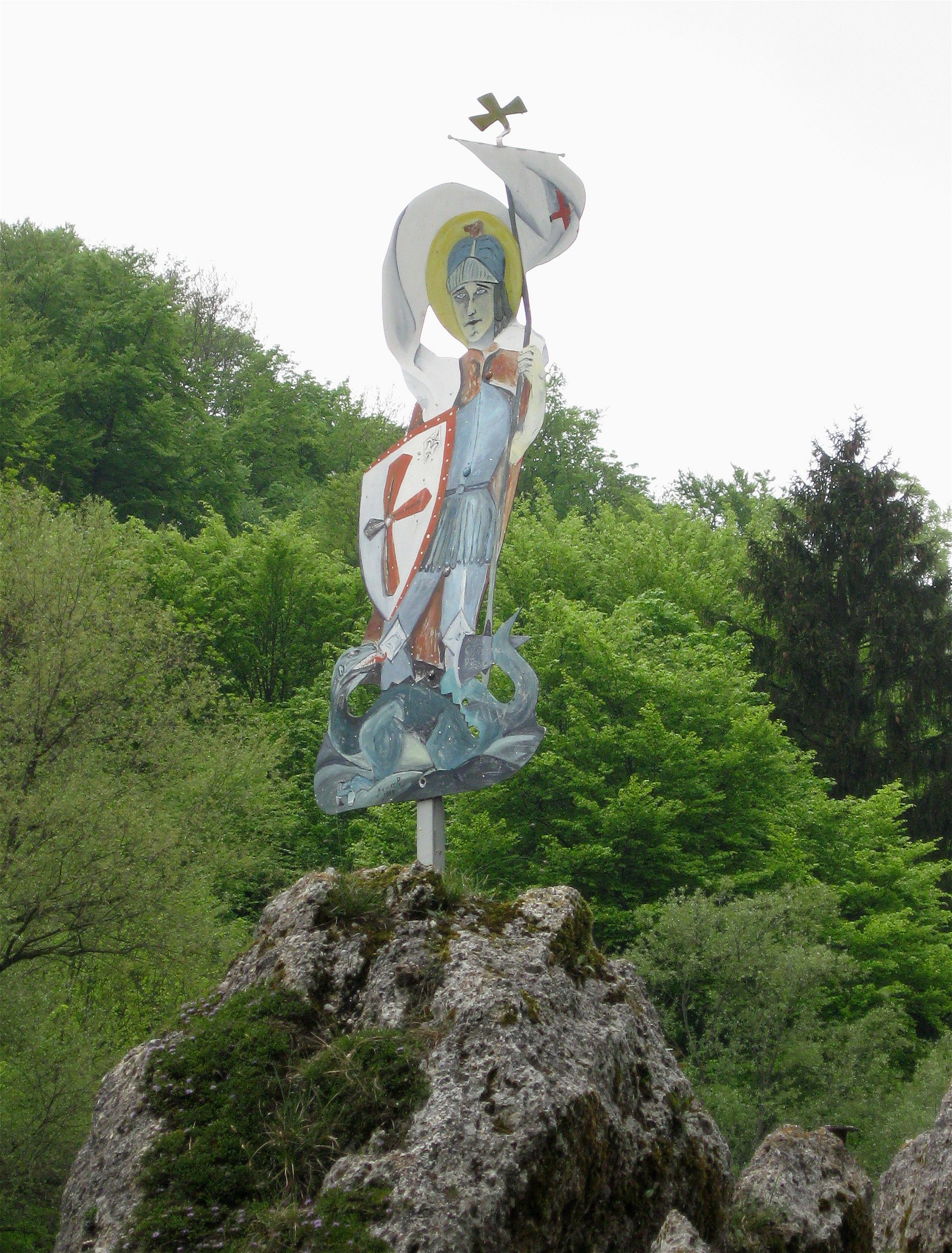
Bild des Heiligen Georg

Dieser Abschnitt der Isar, der bereits zum Unterlauf des Flusses gehört, weist einige namenlose Kiesinseln rund 60 Meter flussabwärts und 150 Meter flussaufwärts des Steins auf, zwischen Flusskilometer 164,6 (Zusammenfluss von freier Isar und Isarkanal nördlich des Kraftwerkes Mühltal) und Flusskilometer 162,5 (Baierbrunner Wehr), deren Betreten während der Brutzeit kiesbrütender Vogelarten wie des Flussregenpfeifers und des Flussuferläufers verboten ist.
Obwohl nur durch einen künstlichen Damm an das rechte Flussufer angebunden und ansonsten von Wasser umgeben, gilt ein Felsblock wie der Georgenstein aufgrund seiner Entstehung ebenso wie andere Steine nicht als Insel. Der Damm wird ein- bis zweimal jährlich vom Hochwasser überspült, ebenso wie die benachbarten Kiesinseln. Beim Zurückgehen des Hochwassers sammelt sich Treibholz auf dem Damm wie auch auf den flussaufwärts gelegenen Teilen der Kiesbänke.
Der Georgenstein ist im Grundriss 8,4 Meter lang und 4 Meter breit. Er erhebt sich bei Pegelstand 64 (südlicher Isarkanal) 5,3 m über den Wasserspiegel des Flusses, der an dieser Stelle auf 544 Meter Meereshöhe liegt. Der Grundriss des Steins hat einen Umfang von 23 Metern und eine Fläche von 31 Quadratmetern.
Bis zur Flusssohle wurde an der Nordostseite eine Wassertiefe von 4,2 Meter gemessen.
Der Stein hat ein Volumen von rund 350 Kubikmetern. Bei einer Dichte von 2,6 würde das einer Masse von 910 Tonnen entsprechen.
Der Stein ragt teilweise senkrecht aus dem Wasser. Die Flanken sind zum Teil mit Moos bewachsen, am flacheren oberen Ende wachsen auch Gräser.
Bei dem Felsblock handelt es sich geologisch um einen Block des Deckenschotters aus dem Altpleistozän, der vom östlichen Isarhang abgerissen und auf den unterliegenden Tertiärschichten aus dem Miozän in das Flussbett gerutscht ist. Er besteht aus einem Konglomeratgestein, in Südbayern Nagelfluh genannt.
Auf dem Stein wurde ein Bildstock (eine bemalte Blechfigur) des Heiligen Georg errichtet. Hoch über dem Georgenstein thront die alte Römerschanze von Grünwald, die eine Meereshöhe von 615,8 Metern hat und damit rund 70 Meter über dem Flussbett liegt.
Rund 160 Meter flussabwärts befindet sich der St.-Michael-Stein, umgeben von einigen Kiesinseln, sowie einige kleinere Felsblöcke.

## Geotop
Der Georgenstein ist vom Bayerischen Landesamt für Umwelt als wertvolles Geotop (Geotop-Nummer: 184R004) ausgewiesen.

## Geschichte
Beim Georgenstein querte die für den Salzhandel bedeutende Via Julia, die Römerstraße vom heutigen Günzburg über Augsburg nach Salzburg, die Isar. Es ist nicht mit Sicherheit bekannt, ob auf der Fernstraße die Isar durch eine Furt, mit einer Fähre oder einer Holzbrücke passiert wurde.
Von einer Brücke in der Nähe des Georgensteins schreibt Ferdinand Denzel im Münchner Heimatbuch: „Er“ (der Georgenstein) „hat die römischen Soldaten über die Brücke marschieren sehen zu ihrem befestigten Lager, an das heute noch die Römerschanze erinnert.“

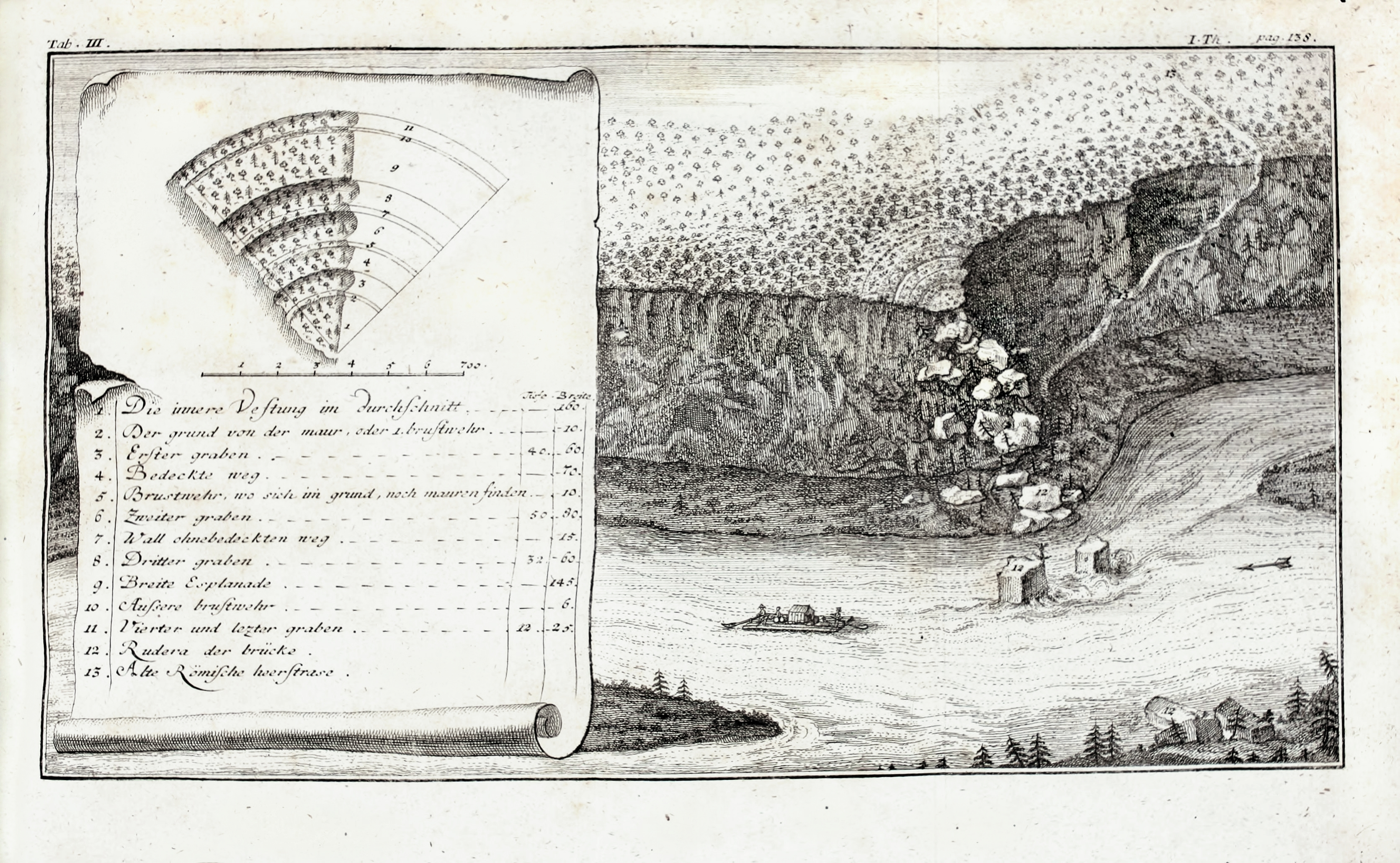
Darstellung von Linbrunn 1764: Isar mit dem damals noch nicht so bezeichneten Georgenstein unterhalb der Römerschanze

Bereits im Jahr 1764 schrieb Dominik von Linbrunn: „Zweytens ist auch dieses nachzuholen, daß sich bey dem besser oben beschriebenen römischen Castell Cambodunum, unweit Grünewald, durch eine weitere und genauere Untersuchung verschiedene und ganz deutliche Spuren einer daselbst über die Isar geschlagenen Brücke gefunden haben: bey welcher ein eben an diesem Orte hoch über dem Flusse hervorragender Felsenstein, dergleichen keiner weder ober- noch unterhalb anzutreffen ist, sehr wahrscheinlich zu einem Joche gedienet hatte. Wenigstens wird diese Muthmaßung durch etliche in den Felsen eingehauene fast 4kantige Löcher, worinnen die Ensbäume ihr Lager gehabt zu haben scheinen, ungemein bestärket: so wie verschiedene an dem Ufer, gerade gegen dem erwähnten Felsen über, mühesam aufeinander geschüchtete Felsentrümmer den anderen Ruhepunckt dieser Bäume sehr deutlich anzeigen.“
Auch Alfred Hutterer, Ortsheimatpfleger des benachbarten Baierbrunn, sieht die historische Existenz einer Holzbrücke mit dem Felsblock als Pfeiler in römischer oder nachrömischer Zeit für erwiesen an. Dies wird von anderer Seite heftig bestritten.
Die Stromschnellen auf der Höhe des Georgensteins machten früher den Flößern sehr zu schaffen. So heißt es im Topo-geographisch-statistischen Lexicon vom Königreiche Bayern von 1831: „… bei dem Michaelsstein, Georgstein und Grünwald sind für die Floßfahrt gefährliche Stellen; oft stürzt hier der Fluß mit Gewalt auf die Felsen an, so dass die Flöße scheitern.“

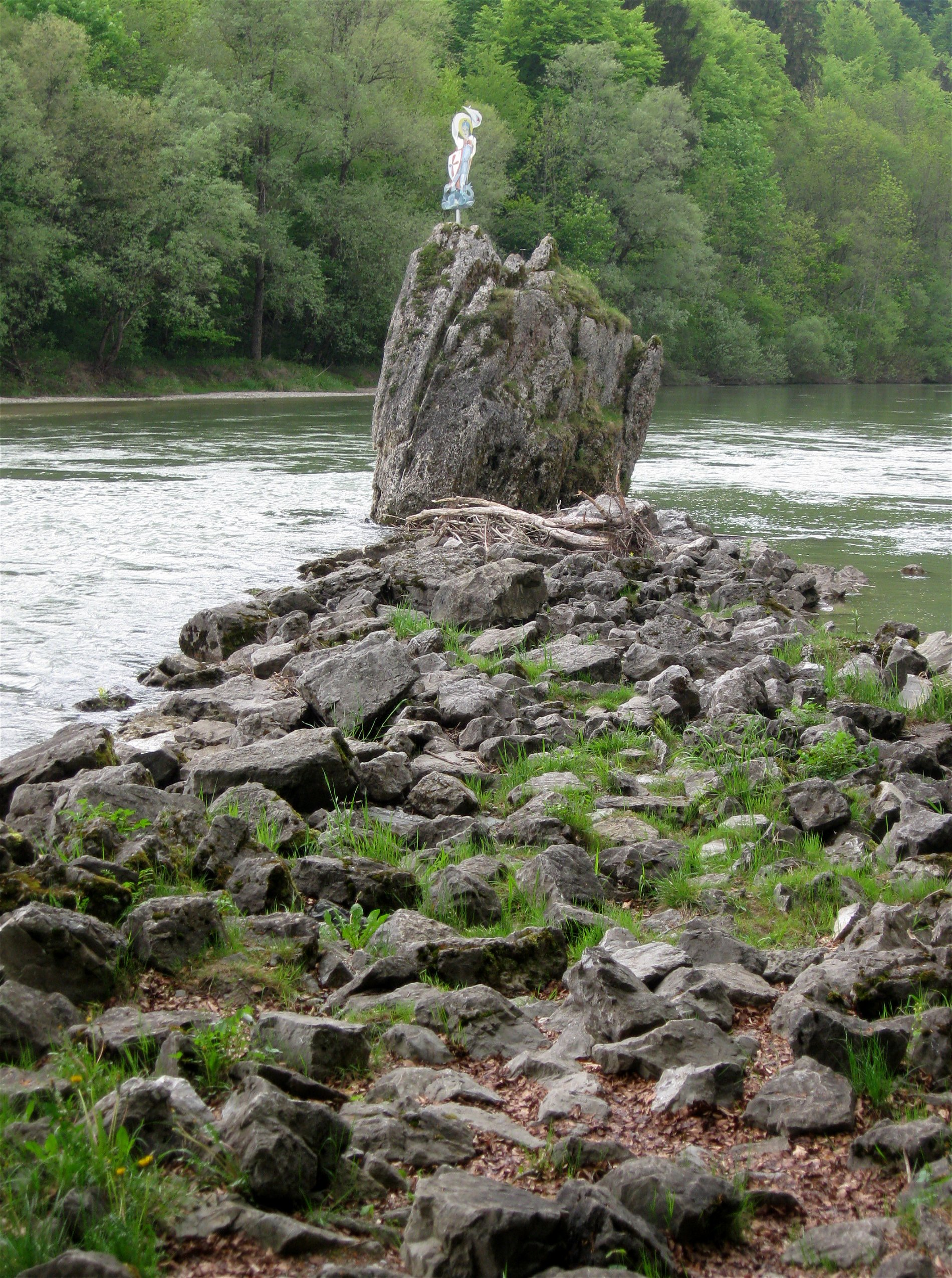
Der Leitdamm zum Georgenstein

Zur Entschärfung des Gefahrenpunktes wurde zwischen dem östlichen Isarufer und dem Georgenstein ein rund 25 Meter langer und über 8 Meter breiter Leitdamm aus rohen Felsblöcken angelegt, um die Strömung links (westlich) um den Stein zu lenken. Die Entfernung zum westlichen Ufer, an dem das Gemeindegebiet von Baierbrunn beginnt, beträgt 40 Meter.
Die Flößerei wurde etwa vom 12. Jahrhundert bis zu Beginn des 20. Jahrhunderts zum Transport von Gütern, vor allem Holz, betrieben.
Im Jahre 1805 stieß der Flößer Georg Müller mit seinem Floß mit aller Gewalt gegen den Felsblock. Er rief in seiner Not seinen Namenspatron um Hilfe an. Nach seiner Rettung ließ er das Heiligenbild auf dem Felsen anbringen. Seit dieser Zeit heißt der Stein Georgenstein. Früher wurde er Großer Heiner genannt. Kleiner Heiner war dagegen der frühere Name des Michaelsteins.
Schon öfter sollte der Georgenstein gesprengt werden, aber man sah davon ab, um ihn als Naturdenkmal zu erhalten.
Heute haben die Floßfahrten auf der Isar von Wolfratshausen nach München volksfestartigen Unterhaltungscharakter. Der Georgenstein ist einer der Höhepunkte der Floßfahrt.

## Trivia
Im Ortsteil Buchenhain der Gemeinde Baierbrunn gibt es eine kleine Wohnstraße mit dem Namen Am Georgenstein. In Baierbrunn ist auch der Schützenverein Schützengilde Georgenstein nach ihm benannt. In München-Thalkirchen gibt es seit 1953 die Georgensteinstraße.

## Film
- Floesserwallfahrt auf der Isar von Wolfratshausen nach München, 2008, auf YouTube (2:47 bis 3:43)
- Lorenz Knauer (Regie): Die Isar – Von der Quelle bis zur Mündung, Kul-Tour (DVD, 12. Oktober 2004, vergriffen)